# Mała Rzesza
Mała Rzesza (lit. Mažoji Riešė) − miejscowość na Litwie, w rejonie wileńskim, 5 km na północ od Awiżenii. W 2011 roku liczyła 41 mieszkańców.
W II Rzeczypospolitej zaścianek Mała Rzesza należał do powiatu wileńsko-trockiego w województwie wileńskim.